# Общелитературная фантастика
Общелитературная фантастика (внежанровая фантастика) — разновидность фантастики, являющаяся частью литературы «основного потока» и противопоставляемая фантастике жанрово-обусловленной. Разница между ними определяется способом взаимодействия между фантастическим и миметическим началами в мире художественного произведения. К общелитературной фантастике в той или иной степени обращались почти все русские писатели начиная с XIX века.

## Особенности
И вот отличительный признак подлинно-фантастического: оно никогда не является, так сказать, в обнаженном виде. Его явления никогда не должны вызывать принудительной веры в мистический смысл жизненных происшествий, а скорее должны указывать, намекать на него. В подлинно-фантастическом всегда оставляется внешняя, формальная возможность простого объяснения обыкновенной, всегдашней связи явлений, причём, однако, это объяснение окончательно лишается внутренней вероятности. Все отдельные подробности должны иметь повседневный характер, и лишь связь целого должна указывать на иную причинность.
Жанрово-обусловленная фантастика снимает существующее противоречие между реалистичными и невозможными в реальности элементами вымышленного мира путём заключения своего рода договора с читателем — границы фантастического в ней определены достаточно чётко и, как следует из названия, обусловлены законами жанра (такого, как литературная сказка, научная фантастика или фэнтези). Для героя сказки, а вслед за ней — научной фантастики и фэнтези, законы фантастического мира выглядят вполне естественными, читатель же чётко разграничивает эти законы от известных ему законов природы.
В общелитературной же фантастике, напротив, «норма условности» — строго индивидуальна. Точка зрения героя книги и её читателя на возможность тех или иных событий может как совпадать, так и быть разной. Такая фантастика не снимает противоречие между фантастическими и реалистическими элементами, но актуализирует это противоречие, зачастую делая границу между ними неопределённой. Леонид Геллер, классифицируя жанры фантастики, писал о такой фантастике, которая отличается как от фантастики научной, так и от сверхъестественной или сказочной, и которую он назвал современной фантастикой: «Для современной фантастики, родоначальником которой был Гоголь, а вершиной в XX веке — Кафка, иного мира нет, а фантастический, непонятный облик приобретает сама окружающая нас действительность».
Одно из первых определений подобной фантастики дал Владимир Соловьёв в предисловии к повести Алексея Константиновича Толстого «Упырь» (см. на врезке). Данное определение использовал и развил Цветан Тодоров в своей работе «Введение в фантастическую литературу». Различные подходы к фантастического в связи с творчеством Гоголя и русских писателей-романтиков исследовал Юрий Владимирович Манн. Подобно Соловьёву и Тодорову, наиболее продуктивной вариацией он считает возникшую в рамках романтизма (в частности, у Гофмана) завуалированную (неявную) фантастику.
Так, в «Песочном человеке» Гофмана сверхъестественная точка зрения на происходящее представлена в письмах Натаниэля, рационалистическая — в письмах его невесты Клары. Повествователь же, не присоединившись к мнению Клары, что речь идёт о больной фантазии героя, хотя и даёт читателю возможность истолковать необычные события как ряд случайных совпадений, подводит читателя к мысли об их роковой внутренней взаимосвязи, пусть истолкованной и не столь прямо, как это сделал Натаниэль. В России подобный подход, в частности, был ярко воплощён в «Пиковой даме» Пушкина (которую Достоевский назвал «верхом искусства фантастического»). Данная особенность общелитературной фантастики делает предметом литературоведческих споров саму фантастичность тех или иных классических литературных произведений.
Являясь развитием романтической традиции, общелитературная фантастика нередко представляет фантастическое как нечто враждебное человеку: если в таких разновидностях фантастики, как сказка, научная фантастика и фэнтези, оно служит формированию логики вымышленного мира, тут оно зачастую, напротив, разрушает логику реалистичного поначалу мира произведения. Е. М. Неёлов обращает внимание на процитированные Манном в связи с поэтикой литературной фантастики слова Жан Поля: «Пусть чудо летит не как дневная и не как ночная птица, но как сумеречная бабочка» и пишет о том, что эта метафора отражает не только параллелизм реалистичного и фантастического толкований необычайных событий, но и некоторую «сумеречность» литературной фантастики как таковой.
В литературе, предшествовавшей романтизму, Михаил Бахтин, в частности, в работе «Проблемы поэтики Достоевского» выводит жанр литературной фантастики из менипповой сатиры (в качестве одного из источников которой он называет сократический диалог). «Развёрнутой» менипповой сатирой Бахтин, в частности, посчитал роман Апулея «Золотой осёл». Он выделяет такие особенности жанра мениппеи, как исключительную свободу сюжетного и философского вымысла, некоторую скандальность и эксцентричность повествования и направленность создаваемых посредством этой свободы исключительных ситуаций на философские искания — провоцирование и испытание некоей идеи.
В начале 1980-х аргентинский литературовед Хайме Алазраки (исп. Jaime Alazraki, 1934—2014) предложил, изначально по отношению к латиноамериканским магическим реалистам, термин неофантастика (исп. neofantásticos, англ. neo-fantastic, нем. Neo-Phantastik). Ренате Лахманн поясняет, что этот термин применим к модернистской и постмодернистской литературе, оперирующей фантастичностью самого различного происхождения, каждый вариант которой имеет свою собственную функцию, отличающую его от других вариантов. Она пишет о том, что современная неофантастика является прямым продолжением той линии, которую Бахтин прослеживал в литературе от античности и средневековой до конца XIX века, обозначая её как традицию карнавальности. При этом Лахманн также подчёркивает разницу между фантастическим и комическим, говоря о том, что юмор дополняет рациональное, находя разрядку напряжения, возникшего вследствие инверсии и переноса в смехе, фантастика основана на примате иррационального, её цель, как правило, вызвать такие чувства, как страх и любопыство, увлечь читателя тайной или недоказуемыми апориями.

## Примечание
1. 1 2 3  Неёлов, 2002, 1. О жанрово-обусловленных формах фантастики, с. 10—15.
2. ↑  Неёлов, 2002, с. 6.
3. ↑  Неёлов, 1986, с. 38—39.
4. ↑  Неёлов, 1986, с. 40.
5. ↑  Геллер Л. М. Вселенная за пределами догмы. Размышления о советской фантастике. — Лондон: OPI, 1985. — С. 9. — 446 с. — ISBN 0-903868-58-X.
6. ↑  Упырь. Рассказ графа А. К. Толстого. С предисловием Владимира Соловьёва. — СПб., 1900. — С. 277. Архивировано 21 февраля 2017 года.
7. ↑  Тодоров, 1999, 2. Определение фантастического, с. 24—37.
8. ↑  Неёлов, 2002, с. 14—16.
9. ↑  Манн, 2007.
10. 1 2 3  Неёлов, 1986, с. 40—42.
11. ↑  Манн, 2007, с. 55—57.
12. ↑  Достоевский Ф. М. Письма. — М., 1959. — Т. IV. — С. 178.
13. ↑  Манн, 2007, с. 60—63.
14. ↑  Неёлов, 1986, с. 43—44.
15. ↑  Манн, 2007, I. 0 завуалированной (неявной) фантастике, с. 55.
16. ↑  Лахманн, 2009, Введение, с. 12—13.
17. ↑  Бахтин, 2002.
18. ↑  Alazraki J. Introducción: Hacia la última casilla de la rayuela // La Isla Final. Julio Cortázar. — Madrid, 1981. — С. 20.
19. ↑  Лахманн, 2009, Введение, с. 9—10.
20. ↑  Лахманн, 2009, Введение, с. 13.
21. ↑  Лахманн, 2009, Введение, с. 10—11, 13.